# Seden Skydebane
Seden Skydebane ligger nordøst for det nuværende Seden, i det der kaldes det gamle Seden. Den blev anlagt ud til Odense Fjord for at undgå ulykker mod de lokale befolkninger.

## Historie
I perioden 1940-1945 var Danmark besat af tyske styrker. Under Besættelsen brugte Tyskerne tit skydebanen til forskellige øvelser og træningssessioner. De lokale i Seden fortalte mange historier om skydebanen. Udover fortællingerne omkring tyskernes øvelser, var der rygter om at tyskerne havde et stort våbenlager ved skydebanen. Mod slutningen af 2. verdenskrig blev der fundet ligene af 14 mænd i området omkring skydebanen. De blev likvideret på grund af deres medvirke- og tilknytning til Den danske modstandsbevægelse. I 1956 blev der afholdt dansk og nordisk mesterskab i skydning på Seden skydebane.

## Seden Skydebane i dag
Forsvaret opsagde lejekontrakten med Seden Menighedsråd i 2020, hvorefter menighedsrådet indgik en aftale med Odense kommune om at skabe gode levevilkår for engfugle, samt at udsætte ca. 4000 strandtudser. Selve skydebaneområdet er blevet indhegnet og bruges nu til kvægdrift og området, hvor de gamle barakbygninger lå, er omdannet til et rekreativt område med shelters og et udkigstårn, og bruges også af kirken til en række udendørs arrangementer.